# Wendy Crewson
Wendy Jane Crewson, född 9 maj 1956 i Hamilton i provinsen Ontario, är en kanadensisk skådespelare.

## Filmografi (urval)
- 1994 – Nu är det jul igen
- 1995 – Ebbie
- 1997 – Air Force One
- 1997 – Gang Related
- 1998 – Från jorden till månen (TV-serie) (1 avsnitt)
- 1999 – 200-årsmannen
- 1999 – Better Than Chocolate
- 2000 – 6:e dagen
- 2000 – Dolt under ytan
- 2002 – Nu är det jul igen 2
- 2003 – 24 (TV-serie) (8 avsnitt)
- 2004 – The Clearing
- 2006 – Away from Her
- 2006 – Eight Below
- 2007 – The Dark Is Rising – En ring av järn
- 2011 – CSI: Crime Scene Investigation (TV-serie) (1 avsnitt)
- 2012 – Fairly Legal (TV-serie) (1 avsnitt)
- 2012–2013 – Revenge (TV-serie) (9 avsnitt)
- 2012–2017 – Saving Hope (TV-serie) (41 avsnitt)
- 2015 – Beauty & the Beast (TV-serie) (1 avsnitt)
- 2015 – Room
- 2017–2021 – Frankie Drake Mysteries (TV-serie) (13 avsnitt)
- 2017 – Good Witch (TV-serie) (1 avsnitt)
- 2025 – We Were Liars (TV-serie) (4 avsnitt)